# Ctenophilus edentulus
Ctenophilus edentulus är en mångfotingart som först beskrevs av Carl Oscar von Porat 1894.  Ctenophilus edentulus ingår i släktet Ctenophilus och familjen småjordkrypare. Inga underarter finns listade i Catalogue of Life.